# Tipo 30 (baioneta)
A baioneta Tipo 30 (三十年式銃剣, sanjūnen-shiki jūken) foi uma baioneta projetada para o Exército Imperial Japonês para ser usada com o fuzil Arisaka Tipo 30, que mais tarde foi usada nos fuzis Tipo 38 e Tipo 99, nas metralhadoras leves Tipo 96 e Tipo 99 e na submetralhadora Tipo 100. Cerca de 8,4 milhões foram produzidas e permaneceram em uso na linha de frente desde a Guerra Russo-Japonesa até o final da Segunda Guerra Mundial. Todos os soldados de infantaria japoneses receberam a Tipo 30, estivessem armados com fuzil ou pistola, ou mesmo desarmados. Devido à sua confiabilidade, era uma ferramenta e arma valiosa para os soldados de infantaria japoneses.

## Descrição

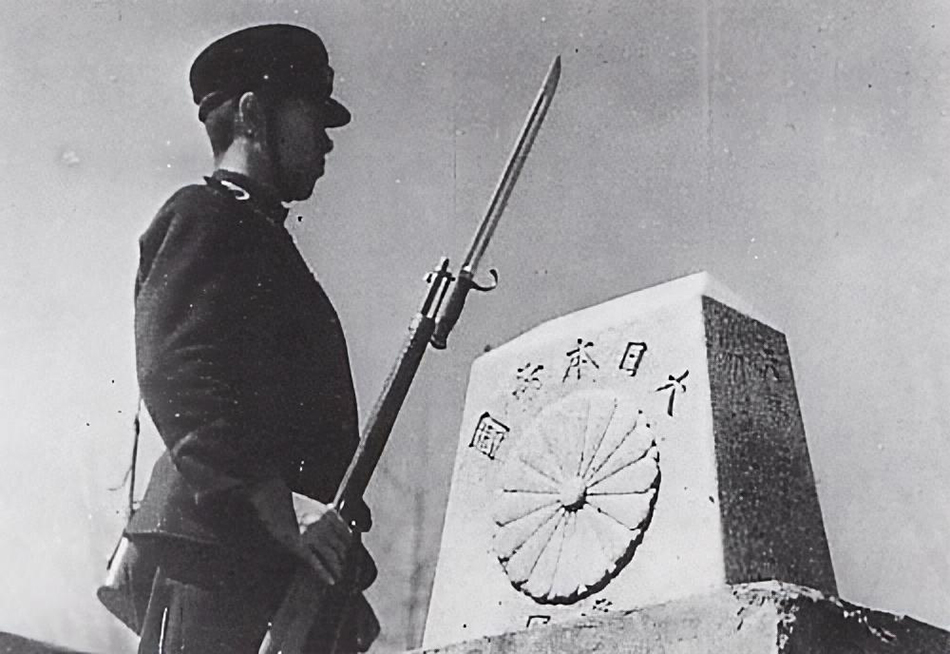
Soldado japonês em Sacalina equipado com Tipo 30 fixa no fuzil

A baioneta Tipo 30 era uma baioneta de espada de um único gume com lâmina de 400mm e comprimento total de 514mm e peso de aproximadamente 700g. A baioneta Tipo 30 também é conhecida como "baioneta Padrão 1897". As primeiras baionetas Tipo 30 geralmente ostentavam uma guarda quillon em forma de J, projetada para capturar e prender a lâmina do inimigo. Em 1942, o quillon foi eliminado para economizar materiais e diminuir o tempo de produção, restando apenas uma guarda reta. As bainhas da Tipo 30 passaram de metal (pré-1942), para fibra vulcanizada (1942–1943) e, finalmente, para madeira ou bambu (1944–1945). As bainhas eram geralmente pintadas de preto e chamadas de espada de bardana (gobo ken), pois pareciam bardana, um vegetal.
O projeto pretendia dar ao soldado de infantaria japonês médio um alcance longo o suficiente para perfurar o abdômen de um cavaleiro. No entanto, a estrutura apresentava uma série de desvantagens, algumas causadas pela má qualidade das peças forjadas utilizadas, que tendiam a enferrujar rapidamente, não seguravam as bordas e quebravam quando dobradas.
A arma foi fabricada de 1897 a 1945 em vários locais, incluindo o Arsenal de Kokura, o Arsenal de Koishikawa (Tóquio) e o Arsenal de Nagoya, bem como sob contrato de fabricantes privados, incluindo Matsushita e Toyoda Automatic Loom.